# Gesangbuch der Neuapostolischen Kirche

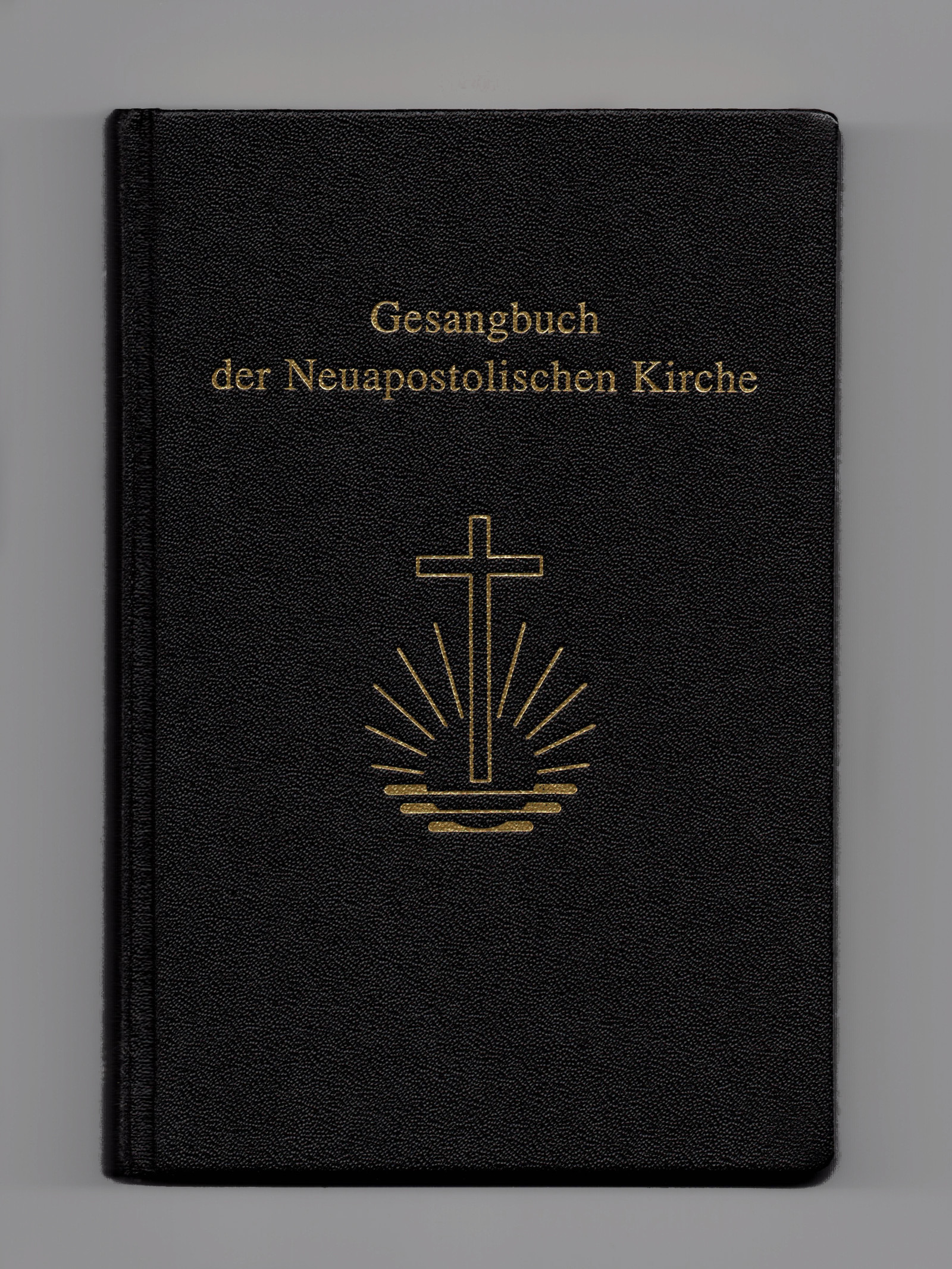
Gesangbuch der Neuapostolischen Kirche (einstimmige Notenausgabe)

Das Gesangbuch der Neuapostolischen Kirche ist seit dem Ostergottesdienst 2005 in der Neuapostolischen Kirche das offizielle Gesangbuch für den deutschsprachigen Raum. Es löste das Neuapostolische Gesangbuch von 1925 ab.

## Inhalt
Das zu Ostern 2005 im deutschen Sprachraum eingeführte Gesangbuch der Neuapostolischen Kirche enthält 438 Kirchenlieder aus fast allen Epochen geistlichen Liedschaffens. Damit umfasst es deutlich weniger Lieder als der Vorgänger, das Neuapostolische Gesangbuch in der Ausgabe von 1925. 90 Lieder wurden neu aufgenommen und etwa 50 Lieder stilistisch neu interpretiert.

### Aufbau
Das Gesangbuch ist in fünf Rubriken und insgesamt 24 Unterrubriken gegliedert.
- Das geistliche Jahr
  - Advent (Nr. 1 bis 8)
  - Weihnachten (Nr. 9 bis 28)
  - Jahreswende (Nr. 29 bis 39)
  - Palmsonntag (Nr. 40 bis 42)
  - Karfreitag – Christi Leiden (Nr. 43 bis 55)
  - Ostern (Nr. 56 bis 69)
  - Christi Himmelfahrt (Nr. 70 bis 75)
  - Pfingsten (Nr. 76 bis 85)
  - Bußtag – Einsicht und Umkehr (Nr. 86 bis 93)
- Gottesdienst
  - Einladung – Heilsverlangen – Heiligung (Nr. 94 bis 141)
  - Glaube – Vertrauen – Trost (Nr. 142 bis 217)
  - Gottes Liebe – Nächstenliebe (Nr. 218 bis 243)
  - Vergebung – Gnade (Nr. 244 bis 254)
  - Lob – Dank – Anbetung (Nr. 255 bis 280)
- Sakramente
  - Heilige Taufe (Nr. 281 bis 285)
  - Heiliges Abendmahl (Nr. 286 bis 305)
  - Heilige Versiegelung (Nr. 306 bis 309)
- Segenshandlungen
  - Konfirmation (Nr. 310 bis 315)
  - Trauung (Nr. 316 bis 321)
- Den Glauben leben
  - Morgen und Abend (Nr. 322 bis 326)
  - Gemeinde – Gemeinschaft (Nr. 327 bis 346)
  - Sendung – Nachfolge – Bekenntnis (Nr. 347 bis 387)
  - Verheißung – Erwartung – Erfüllung (Nr. 388 bis 429)
  - Sterben – Ewiges Leben (Nr. 430 bis 438)

## Ausgaben
Das Gesangbuch gibt es als Ausgabe für die Gemeinde, die zu jedem Lied Text und Melodie enthält. Daneben gibt es eine Ausgabe für vierstimmig gemischten Chor, in der zu etwa 3/4 der Lieder vierstimmige Chorsätze enthalten sind. Seit 2007 existiert auch eine kleine, handliche, reine Textversion.
Zum Gesangbuch der Neuapostolischen Kirche wurde vom Verlag Friedrich Bischoff ein zweibändiges Orgelbuch herausgegeben.  Band 1 umfasst die Lieder Nr. 1–220, Band 2 die Lieder von Nr. 221–438.
Zu jedem Lied gibt es darin zwei Intonationen, einen vier- und einen dreistimmigen Begleitsatz. Alle Begleitsätze sind mit den vierstimmigen Chorsätzen kompatibel. Maßgabe beider Erstellung war, dass die Begleitsätze auch ohne Pedal und für Laien spielbar sein müssen.
Zu einigen Sätzen, die sich trotzdem als für Laien teilweise zu schwer spielbar erwiesen, wurde eine kleine Auswahl einfacherer Orgelbegleitsätze vom Bischoff-Verlag  herausgegeben.